# ألينا ليونوفا
ألينا إيغوريفنا ليونوفا (الروسية: Алёна Игоревна Леонова ؛ ولدت في 23 نوفمبر 1990) لاعبة متزلجة على الجليد روسية هي صاحبة الميدالية الفضية العالمية لعام 2012 ، الحائزة على الميدالية البرونزية في نهائي سباق الجائزة الكبرى لعام 2011 ، وبطولة العالم للناشئين لعام 2009 ، وحائزة على الميدالية الوطنية الروسية ثلاث مرات (2010-2012). وهي أيضًا الوصيفة في سلسلة تشالنجر الاتحاد الدولي للتزلج 2014-15 .

## روابط خارجية
- ألينا ليونوفا في الاتحاد الدولي للتزلج